# Науканафтогаз
ДП «Науканафтогаз» — дочірнє підприємство акціонерного товариства «Національна акціонерна компанія «Нафтогаз України».
ДП «Науканафтогаз» — провідний галузевий науково-дослідний інститут нафтогазової промисловості України, що здійснює науково-технічний супровід сервісних та інженерних робіт, а також розроблення нормативних документів різного рівня, що регламентують діяльність в нафтогазовій галузі з дотриманням вимог впровадженої системи якості відповідно до ДСТУ ISO 9001:2015 «Системи управління якістю. Вимоги (ISO 9001:2008, IDT)».
Наказом Міністерства освіти і науки України від 31.05.2019 № 768 «Про результати державної атестації наукових установ» ДП «Науканафтогаз» віднесено до II класифікаційної групи (стабільні наукові заклади, які можуть бути провідними за визначеними напрямками наукових досліджень).
Підприємство занесено до Державного реєстру наукових установ, яким надається підтримка держави.

## Історія та показники діяльності[1]
У 2003 році на базі Інформаційно-аналітичного Центру Національної акціонерної компанії «Нафтогаз України», філії УкрНДІгаз ДК «Укргазвидобування» та філії ВНІПІАСУтрансгаз ДК «Укртрансгаз» створено єдиний корпоративний науково-технічний центр – дочірнє підприємство «Науково-дослідний інститут нафтогазової промисловості» Національної акціонерної компанії «Нафтогаз України». Основне завдання новоствореного Підприємства – дослідження та розробка нових технологічних рішень, обладнання та матеріалів і впровадження передових міжнародних практик у виробничі процеси підприємств нафтогазового комплексу з метою нарощування сировинної бази, збільшення обсягів видобутку та диверсифікації джерел і маршрутів постачання вуглеводнів в Україну.
2004—2010 рр.
- ДП «Науканафтогаз» інтенсивно розвиває міжнародну співпрацю та освоєння зарубіжних ринків, зокрема, Середньої Азії (Казахстан, Туркменістан, Узбекистан), Близького Сходу (Об’єднані Арабські Емірати, Оман, Ємен, Сирія), північної і центральної Африки (Лівія, Алжир, Єгипет, Судан, Туніс, Нігерія), Російської Федерації. Тісна співпраця з провідними науково-технічними центрами в Україні, РФ, Казахстані, Білорусі, Польщі, видобувних та інженерно-сервісних компаній (SHELL, CHEVRON, ENI, OMV, EXXONMOBIL, BP, Schlumberger, Halliburton, CGG, ParadigmGeophysical B.V., SMT та ін.) сприяє запровадженню передових практик та переходу на нові стандарти обробки даних, проектування технологічних рішень, математичного моделювання геологічного середовища та фільтраційних процесів в нафтогазових пластах.
- Результатом співпраці Підприємства з ДГП «Укргеофізика», УкрДГРІ, Концерном «Надра» та іншими компаніями з геологічного вивчення нафтогазоносних надр та промислової розробки родовищ нафти і газу стало надання підприємствам Групи Нафтогаз більше 100 рекомендацій на проведення геологорозвідувальних робіт і нарощування ресурсної бази.
- За рекомендаціями Підприємства Державне акціонерне товариство «Чорноморнафтогаз» провело випробування у параметричній свердловині № 403-Субботіна відкладів майкопської серії та отримало промислові припливи нафти. Відкриття у 2005 році першого родовища Субботіна з початковими запасами нафти більше ніж 33 млн т (більше 240 млн барелів) стало поштовхом до активного вивчення та інвестиційної діяльності на Прикерченському шельфі та глибоководній частині Чорного моря.
- У 2005-2006 роках Підприємством розроблено Стратегію розвитку нафтогазового комплексу України до 2030 року та Уточнену Державну Програму освоєння вуглеводневих ресурсів українського сектора Чорного та Азовського морів.
- За результатами науково-технічного супроводу Концесійної угоди між НАК «Нафтогаз України» та Урядом Арабської Республіки Єгипет в межах ліцензійного блоку Alam El Shawish East за безпосередньою участю фахівців ДП «Науканафтогаз» відкрито родовища нафти і газу (HG, WHG, EHG, NHG, Karima та Malaka) з початковими прогнозними запасами більше ніж 280 млн т умов. пал.

2010—2015 рр.
- Другий етап розвитку Підприємства пов'язаний з отриманням НАК «Нафтогаз України» дев’яти ліцензійних ділянок на суходолі (Будищансько-Чутівської, Стельмахівської, Суходолівської, Оболонської, Писарівської та Південно-Ямпільсько-Дронівської) та акваторії Чорного моря (Лучицького, Паласа та Тарханкутська), а також технологічним проривом в освоєнні ресурсів неконвекційних вуглеводнів (сланцева революція в США).
- Підприємство провело модернізацію та оновлення програмно-технічних засобів та інтенсивно нарощувало обсяги робіт, що були пов’язані з підготовкою перспективних об’єктів для ліцензування НАК «Нафтогаз України» та її підприємств, а також їх глибокого буріння та подальшого промислового освоєння. В підсумку, в стислі строки, НАК «Нафтогаз України» відкрила три нових родовища (2 газові та одне нафтове ім. Академіка Шпака) та підготувала до глибокого буріння більше ніж 20 перспективних об’єктів в межах Будищансько-Чутівської, Стельмахівської, Суходолівської, Оболонської, Писарівської та Південно-Ямпільсько-Дронівської ділянок загальною площею більше ніж 2,6 тис. км2 та перспективними ресурсами 120 млн т умов. пал.
- Надано понад 100 рекомендацій щодо проведення геологорозвідувальних робіт і нарощування ресурсної бази вуглеводнів на об’єктах підприємств НАК «Нафтогаз України».
- Вперше в Україні під егідою ДП «Науканафтогаз» виконано комплексні дослідження нетрадиційних джерел вуглеводнів для всіх нафтогазоносних регіонів. Загальні видобувні ресурси нетрадиційного газу оцінюються в 22 трлн м3.
- В рамках міжнародної співпраці з РУП «ПО «Белоруснефть» виконано комплексні дослідження на Південно-Осташковицькому нафтовому родовищі з підвищення ефективності дорозробки виснажених покладів. За результатами цих досліджень виявлено новий перспективний об’єкт, локалізовано зони залишкових запасів та надано рекомендації з підвищення ефективності системи підтримання пластового тиску. РУП «ПО «Белорусьнефть» в результаті впровадження рекомендацій успішно пробурило 5 продуктивних свердловин, відкрило новий поклад та суттєво зменшило видобуток пластової води .
- За результатами науково-технічного супроводу аудит запасів та ресурсів в межах ліцензійних ділянок НАК «Нафтогаз України», який проводився компанією «Райдер Скотт», було обґрунтовано збільшення ресурсної бази на 45% від їх початкової оцінки.

2016 р. — сьогодення
В рамках реалізації Групою Нафтогаз Програми 20/20 Підприємство збільшує обсяги досліджень, пов’язаних з оцінкою запасів та ресурсів вуглеводнів, уточненням геологічної будови родовищ нафти і газу АТ «Укргазвидобування»:
- виконано комплексні дослідження Сахновщинської, Абазівсько-Семенцівсько-Родниківської площ з використанням складних графів та інноваційних технологій обробки 3 D сейсмічних матеріалів минулих років, підготовлено нові перспективні об’єкти для пошукового та розвідувального буріння;
- виконано геолого-економічну оцінку запасів вуглеводнів Свидницького, Роднікового, Опішнянського, Солохівського, Шевченківського, Новоселівського, Битків-Бабчинського та Західно-Відрадненського родовищ. Приріст запасів газу склав більше 15 млрд м³ та конденсату близько 1 млн т;
- підприємство активно бере участь у формуванні цифрових баз даних АТ «Укргазвидобування» для геолого-технологічного моделювання родовищ. Зокрема, Шебелинського, Західно-Хрестищенського, Єфремівського, Мелехівського газоконденсатних родовищ, 17 родовищ Західного нафтогазоносного регіону.
- у 2018 році розпочато співпрацю з АТ «Укртрансгаз» зі створення комплексних геолого-технологічних моделей підземних сховищ газу.
- велика увага на Підприємстві приділяється розробці нових науково-методичних підходів та технологій в сфері геологічного вивчення нафтогазоносних надр, оцінки ризиків. З  метою прогнозу екрануючих властивостей зон тектонічних порушень вперше запропоновано використовувати інтегральний сумарний коефіцієнт перспективності, який визначає перспективність зони тектонічного порушення як латерального екрану тектонічно екранованої пастки вуглеводнів. Аналоги відсутні в Україні.
- за напрямом «нормативно-технічне і правове забезпечення нафтогазової галузі» розроблено один Державний стандарт України та 12 стандартів організації України (СОУ) різних рівнів прийняття та гармонізованими з міжнародними стандартами (ISO).
- установа здійснює функції секретаріату ТК 318 «Будівництво об’єктів видобування, транспортування та зберігання нафти і газу», унікальність якого полягає в розробленні національних стандартів в тому числі гармонізованих із міжнародними у сфері будівництва об’єктів видобування, транспортування та зберігання нафти і газу. Розроблені національні стандарти є основою для формування безпеки та надійності об’єктів видобування, транспортування та зберігання нафти і газу (свердловини, магістральні трубопроводи, газгольдери та резервуари для нафти і нафтопродуктів) під час їх будівництва (ремонту чи реконструкції).
- підприємством започатковано науково-технічні дослідження у сфері альтернативної енергетики. Проведено оцінку перспектив освоєння геотермальної енергії на родовищах нафти і газу підприємств Групи Нафтогаз.
- активно розвивається центр обробки сейсмічних даних в якому проводяться тестування та апробація сучасних інноваційних технологій та розробляються власні методики аналізу та прогнозування характеристик геологічного середовища за сейсмічними даними.
- з 2004 року Підприємством видано 12 друкованих збірників наукових праць «Проблеми нафтогазової промисловості». У 2017 році розпочато видання електронного збірника наукових праць «Проблеми та перспективи нафтогазової промисловості». Наукові праці публікуються українською, англійською та російською мовами. Офіційний сайт видання: naftogazscience.org[2].
- підприємство активно працює над створенням корпоративної бази даних геолого-геофізичної інформації Групи Нафтогаз. Сьогодні проводяться роботи із створення геопорталу з відображенням інформації про наявні матеріали в базі даних[3]

ДП «Науканафтогаз» займає чільне місце в нафтогазовому комплексі України як експертна організація галузевої науки європейського рівня і залучається до формування стратегій розвитку нафтогазового сектору економіки України та розроблення державних та галузевих програм, а саме: Енергетичної стратегії України до 2030 року та 2035 року.
За історію діяльності Підприємства основною метою було і залишається інноваційний розвиток і максимальна капіталізація активів Групи Нафтогаз, про що свідчить реалізація більше ніж 30 вагомих проектів та відкриття 10 родовищ в Україні та за її межами. В науковій царині інноваційну діяльність Підприємства відзначено здобуттям провідними фахівцями Премії Президента України для молодих учених за 2007 та двох Державних премій у галузі науки та техніки за 2009 і 2017 роки.